# Josh Taft
Josh Taft é um diretor de vídeos estado-unidense.
Ele filmou os vídeos para o Stone Temple Pilots ("Plush", "Sex Type Thing" e "Lady Picture Show"), Nas ("This World Is Yours"), A Tribe Called Quest ("Award Tour", "Electric Relaxation" e "Oh My God"), Cypress Hill ("Insane in the Brain"), e Pearl Jam ("Alive" e "Even Flow"), entre outros.